# Громадянська війна в Домініканській Республіці (1911—1912)
Громадянська війна в Домініканській Республіці (1911—1912) — внутрішній збройний конфлікт у Домініканській Республіці в 1911-1912 роках, найкривавішій в історії країни.

## Історія
19 листопада 1911 року генерал Луїс Техера організував напад групи змовників із засідки на кінний кортеж президента країни Рамона Касереса. Під час перестрілки Касерес був убитий, а Техера поранений у ногу. Вбивці втекли на автомобілі, який незабаром врізався в річку. Урятувавши Техеру з води і посадивши його в хату біля дороги, інші змовники бігли далі, а Техера був незабаром знайдений та страчений.
У вакуумі влади, що утворився, командувач домініканської армії генерал Альфредо Вікторія, узяв контроль над політичними інституціями Республіки та сильцем примусив Конгрес обрати свого дядька Еладіо Вікторію на посаду президента. 27 лютого 1912 року Еладіо Вікторія вступив на посаду, але серед власних кіл поширювалися чутки, що генерал підкупив Конгрес, і новий президент не має легітимності.
Незабаром з вигнання повернувся колишній президент Орасіо Васкес, щоб привести своїх послідовників, прибічників Червоної партії, до народного повстання проти нового уряду. Він об'єднав свої сили з каудильйо прикордонних військ генералом Десідеріо Аріасом і в грудні країна поринула в полум'я громадянської війни. Насильство, яке охопило Домініканську Республіку, спонукало Сполучені Штати закрити свої митні дільниці, розташовані на гаїтянському кордоні, попри тому, що на них ніхто на нападав. Невеликий американський контингент, який здійснював контроль за кордоном та боровся з контрабандою, також передав відповідальність за прикордонну оборону домініканській армії й відійшов.
12 квітня 1912 року генеральний консул США, Томас Клеланд Доусон, повідомив, що «уряд має добре озброєні сили і незабаром зможе придушити повстання поблизу північно-західного кордону, якщо не надійде ефективна допомога, яку вимагають повстанці від гаїтянського уряду». Сили генерала Аріаса захопили митниці і вимагали платні від селян і власників плантацій в округах, які вони контролювали. Офіцери корумпованої Домініканської армії зазвичай розграбували територію, яку вони були відправлені охороняти та захищати.
Анархічна ситуація йшла на користь військовому керівництву обох протиборчих сторін, які збагачувалися за рахунок народу. 3 серпня американці видали доповідь, що військові навмисно затягують конфлікт і зацікавлені в його продовженні. Наприкінці вересня президент Сполучених Штатів Вільям Говард Тафт надіслав комісію для розслідування шляхів отримання миру. Тафт не звертався за дозволом домініканського уряду, але дав їм попереднє повідомлення до прибуття комісії 2 жовтня.
13 листопада американська комісія доповіла результати аналізу ситуації стосовно перспектив мирного врегулювання конфлікту. На їхню думку власні інтереси військових і впертість повстанців виключають будь-яку можливість щодо взаємної згоди про припинення бойових дій. Адміністрація Тафта зменшила свої виплати домініканському уряду до 45 % митних надходжень і пригрозила, що формально визнає повстанців та передасть їм всі 45 % митних надходжень, якщо Президент Вікторія не піде у відставку. Присутність військово-морського флоту США і 750 морських піхотинців додала ваги загрозі. 26 листопада Еладіо Вікторія пішов з посади. Американські представники зустрілися з лідером повстанців, Васкесом, та архієпископом Санто-Домінго Адольфо Алехандро Нуелем, якого 30 листопада запропонували призначити тимчасовим президентом. Нуель мав підготувати країну для проведення вільних виборів.
14 квітня 1913 року в посаду тимчасового президента Домініканської Республіки Конгрес обрав сенатора Хосе Бордаса Вальдеса.

## Відео
- Dominican Civil War (1911–12) Top #23 Facts